# Telamonia trinotata
Telamonia trinotata là một loài nhện trong họ Salticidae.
Loài này thuộc chi Telamonia. Telamonia trinotata được Eugène Simon miêu tả năm 1903.